# Kim Stanley Robinson
Kim Stanley Robinson (1952) é um autor de ficção científica norte-americano. Especialmente conhecido pela Trilogia de Marte, galardoada com dois prêmios Hugo, dois Locus, Nebula, British SF, dois Ignotus e um Seiun, sua obra tem explorado a "última fronteira" da Terra na Antárctida e um futuro pós-nuclear em sua trilogia Three Californias. Na actualidade, vive em Davis, Califórnia, com sua mulher e seus dois filhos.

## Obras
- Red Mars (1992)
- Green Mars (1993)
- Blue Mars (1996)
- The Ministry for the Future (2020)